# Saurauia spinuligera
Saurauia spinuligera är en tvåhjärtbladig växtart som beskrevs av Richard Evans Schultes. Saurauia spinuligera ingår i släktet Saurauia och familjen Actinidiaceae. Inga underarter finns listade i Catalogue of Life.